# Santerova komise
Santerova komise byla Evropská komise působící od 23. ledna 1995 do 15. března 1999. Vedl ji Jacques Santer (bývalý lucemburský premiér). 
Orgán měl 20 členů a dohlížel na zavedení eura. Bylo to poprvé, co celá Komise odstoupila kvůli obvinění z korupce. Někteří členové pokračovali pod vedením Manuela Marína, dokud nebyla jmenována Prodiho komise.

## Složení komise
- Jacques Santer, předseda komise (Lucembursko)
- Martin Bangemann
- Ritt Bjerregaard
- Emma Bonino
- Leon Brittan
- Hans van den Broek
- Édith Cressonová
- João de Deus Pinheiro
- Franz Fischler
- Pádraig Flynn
- Anita Gradin
- Neil Kinnock
- Erkki Liikanen
- Manuel Marín
- Karel Van Miert
- Mario Monti
- Marcelino Oreja
- Christos Paputsis
- Yves-Thibault de Silguy
- Monika Wulf-Mathies